# Aprilia RS-GP
L'Aprilia RS-GP est un modèle de moto de course du constructeur italien Aprilia.
Ce prototype est doté d'un moteur à quatre temps, de quatre cylindres en V et a été développé pour le championnat du monde de vitesse moto.

## Historique

### Saison 2015
Aprilia décide de revenir à la MotoGP en 2015, avec un an d'avance sur le planning prévu, avec deux pilotes : Álvaro Bautista (champion du monde 2006 en 125 cm3) et Marco Melandri (champion du monde 2002 en 250 cm3) sous le nom d'« Aprilia Racing Team Gresini ».
Si Álvaro Bautista finira la saison à la 16e place du championnat, Marco Melandri abandonnera au bout de huit courses sans avoir marqué un seul point, et sera remplacé par Michael Laverty, lui-même remplacé par Stefan Bradl dès la 10e course.

### Saison 2016
Pour la saison 2017, Aprilia recrute Aleix Espargaró et Sam Lowes.